# اوفناو
اوفناو (به آلمانی: Offenau) یک شهر در آلمان است که در هایلبرون واقع شده‌است. اوفناو ۲٬۷۱۵ نفر جمعیت دارد.